# AL-KO Kober

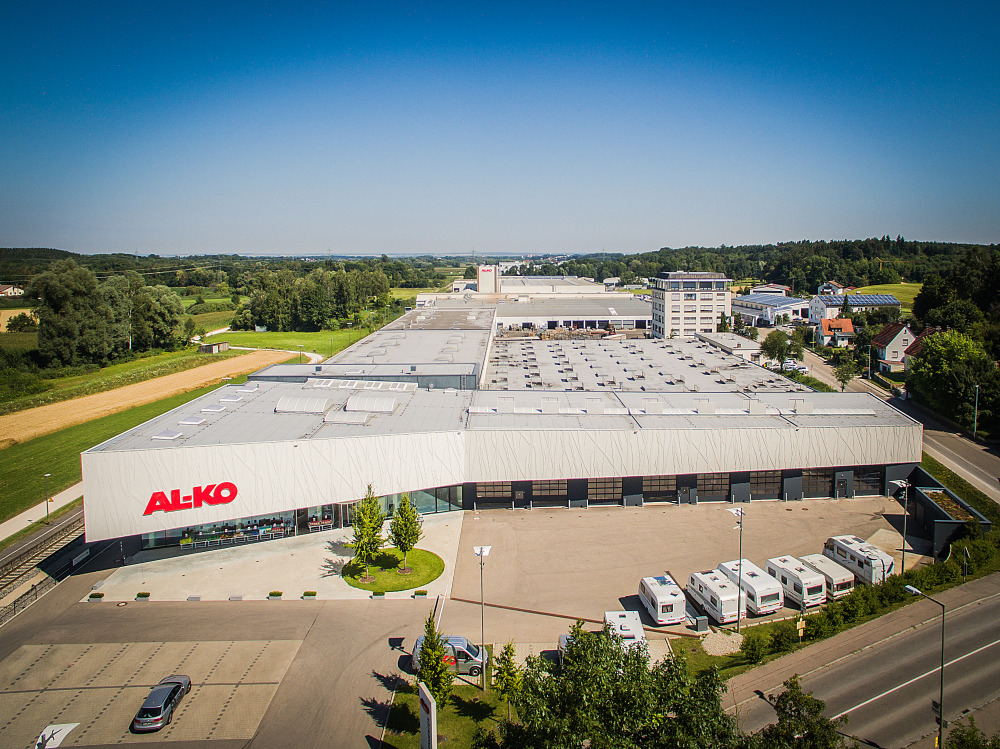
AL-KO Hauptsitz in Kleinkötz

Die AL-KO GmbH (bis 2022: AL-KO KOBER SE, bis 2023 AL-KO SE) mit Hauptsitz im bayerischen Kötz ist ein international tätiger Technologiekonzern und Anbieter in den Bereichen Gartengeräte und Automotive. Das Unternehmen wurde 1931 gegründet und hat mittlerweile an mehr als 30 Standorten weltweit über 2600 Mitarbeiter beschäftigt. Im Jahr 2019 erwirtschaftete das Unternehmen einen Umsatz von rund 500 Millionen Euro.
Ebenfalls in Kötz ansässig ist der frühere Unternehmensteil AL-KO Fahrzeugtechnik, der seit 2016 unter der Bezeichnung AL-KO Vehicle Technology zum amerikanischen Unternehmen DexKo Global gehört. Die Marke AL-KO wird von beiden Unternehmen genutzt.
Das Unternehmen AL-KO Therm GmbH war bis 2022 ein Geschäftsbereich der AL-KO SE, ehe es an das irische Unternehmen Trane verkauft wurde. Der Name AL-KO Therm wurde beibehalten und die Marken AL-KO Air Technology und AL-KO Extraction Technology werden weiter verwendet.

## Unternehmensgeschichte
Im Jahr 1931 gründete Alois Kober (1908–1996) das Unternehmen als damals kleine Schmiede in Großkötz. 1952 begann die Entwicklung und Serienfertigung von Handbremshebeln. Im Laufe der nachfolgenden drei Jahre startete die Produktion von Rasenmähern, Achsen und Rahmenfahrgestellen für Wohnwagen. 1958 wurde die erste Tochterfirma gegründet und die Söhne Herbert Kober, Kurt (1936–2015) und Willy (1939–2008), die alle bei ihrem Vater in die Lehre gingen, übernahmen Mitverantwortung. 1975 erfolgte der Einstieg in die Lufttechnik. Zum 1. Januar 1987 wurde das Unternehmen in die AL-KO KOBER AG überführt, mit den drei Brüdern als Vorstandsmitgliedern. 2007 erfolgte im Vorstand der Wechsel zur dritten Generation mit Roland Kober, Harald Kober, Raymond Kober und Stefan Kober. 2015 schieden Roland und Harald Kober aus dem Vorstand aus. Weiter aktiv in der Führung des  Unternehmens blieben Raymond und Stefan Kober.
Am 23. Mai 2013 wurde die Aktiengesellschaft nach deutschem Recht in eine Aktiengesellschaft nach europäischem Recht umgewandelt; es entstand die AL-KO KOBER SE. 2014 erfolgte die Übernahme der Motorsägen- und Gartengeräte-Sparte der Solo Kleinmotoren GmbH.
Ende 2015 wurde die Sparte Fahrzeugtechnik mit dem US-amerikanischen Achsenhersteller Dexter Axle aus Elkhart (Indiana) fusioniert. Die AL-KO Fahrzeugtechnik ist seither ein Teil der DexKo Global Inc. Vor der Aufteilung hatte der AL-KO-Konzern 2013 weltweit 4000 Mitarbeiter und kam auf einen Jahresumsatz von rund 700 Millionen Euro. Die Fahrzeugtechnik-Sparte war die größte der drei Säulen in dem Unternehmen. Mitarbeiter- und Umsatzzahlen der verbliebenen Unternehmensteile waren zusammen niedriger als bei der abgetrennten Fahrzeugtechnik.
Ein neuer Unternehmensbereich Automotive entstand im Jahr 2017 durch die Übernahme der Mehrheitsanteile der Mettec-Holding GmbH und der Prinz Kinematics GmbH.
Im Jahr 2017 gründeten Raymond und Stefan Kober gemeinsam mit Cancom-Gründer Klaus Weinmann die Primepulse SE in München, um ihre unternehmerischen Aktivitäten zu bündeln. Seither ist AL-KO im Primepulse-Verbund. Die Umfirmierung von AL-KO Kober SE zu AL-KO SE wurde in der Hauptversammlung des Unternehmens am 23. Dezember 2021 beschlossen. 2022 wurden die Neuwörter Gardentech und Airtech für die Bezeichnung der Unternehmensbereiche kreiert.
Zum 1. November 2022 wurde der Unternehmensbereich Airtech (Lufttechnik) an das in Irland ansässige Unternehmen Trane Technologies verkauft. Im August 2023 wechselte das Unternehmen die Rechtsform und firmiert seither als AL-KO GmbH.

## Unternehmensbereiche

### AL-KO Gardentech
Der Unternehmensbereich Gardentechnik (Gardentech) gliedert sich in Rasentechnik & Pflege, Garten- & Heimwerkertechnik, Wasser- & Teichtechnik sowie Wintertechnik. Hier werden motorisierte Gartengeräte, wie beispielsweise Rasenmäher, Rasentraktoren, Rasenmähroboter, Heckenscheren, Kettensägen und Pumpen hergestellt.

### AL-KO Automotive
Die Produkte aus dem Unternehmensbereich Automotive umfassen die Herstellung und Bearbeitung diverser Metalle, Pressteile, Scharniere und Schweißbaugruppen für den Automobilbau.

### AL-KO Airtech (bis 2022)
Die AL-KO Therm GmbH mit Sitz in Jettingen-Scheppach war bis 2022 der Kern des Unternehmensbereichs Luft- und Klimatechnik (Airtech). Zum 1. November 2022 wurde das als AL-KO Airtech auftretende Unternehmen mit rund 800 Mitarbeitern durch den Klimaanlagenhersteller Trane Technologies übernommen. Der Geschäftsführer der AL-KO Therm Christian Stehle blieb in der Leitung des übernommenen Unternehmens. In Jettingen-Scheppach fertigt AL-KO Therm modular aufgebaute Luft- und Klimageräte für unterschiedliche Einsatzgebiete. Im Bereich der Absaugtechnik werden mobile und stationäre Absauganlagen produziert. Eine weitere Betriebsstätte besteht in Lutherstadt Wittenberg, wo Lüftungsanlagen hergestellt werden.

## Standorte
Das Unternehmen AL-KO GmbH hat in Deutschland folgende Standorte:
- Großkötz (Hauptverwaltung, Gardentech, Entwicklung/Versuch Fahrzeugtechnik)
- Jettingen-Scheppach

## Air Technology
Individuelle Lüftungs- und Klimatechnik
- (AL-KO Outlet, Werksverkauf für Gartenprodukte)

Die deutschen Produktionsstätten des Unternehmensbereichs Automotive befinden sich in Eisenach/Thüringen, Treuenbrietzen/Brandenburg sowie Stromberg/Rheinland-Pfalz.
In Österreich produziert das Unternehmen  Rasenmäher am Standort Obdach in der Steiermark.